# The River (serie televisiva)
The River è una serie televisiva statunitense di genere horror e avventura creata da Oren Peli e Michael R. Perry, che ha debuttato il 7 febbraio 2012 sul network ABC. L'11 maggio 2012, ABC ha cancellato ufficialmente la serie.

## Trama
Il noto esploratore Emmet Cole, famoso per i suoi programmi televisivi naturalistici, è scomparso da alcuni mesi in Amazzonia. Suo figlio Lincoln e la moglie Tess organizzano una squadra di ricerche per ritrovarlo, composta da Lena, finanziatrice della missione, il capitano Kurt Brynildson, Emilio, amico di Lincoln, e Clark, ex produttore di Cole che filmerà tutte le ricerche in stile documentaristico.

## Episodi
La prima ed unica stagione è andata in onda in prima visione assoluta su ABC dal 7 febbraio al 20 marzo 2012.
In Italia la stagione è stata trasmessa in prima visione assoluta su Sky Uno dal 1º marzo al 19 aprile 2012. In chiaro la stagione viene trasmessa su Deejay TV dal 18 marzo al 6 maggio 2013.
| Stagione       | Episodi | Prima TV USA | Prima TV Italia |
| -------------- | ------- | ------------ | --------------- |
| Prima stagione | 8       | 2012         | 2012            |

## Personaggi e interpreti

### Personaggi principali
- Dr. Emmet Cole, interpretato da Bruce Greenwood, doppiato da Luca Biagini.
Esploratore di fama internazionale e conduttore televisivo.
- Lincoln Cole, interpretato da Joe Anderson, doppiato da Marco Vivio.
È il figlio del Dr. Cole, con cui ha un rapporto conflittuale.
- Tess Cole, interpretata da Leslie Hope, doppiata da Alessandra Korompay.
Moglie di Emmet e madre di Lincoln.
- Lena Landry, interpretata da Eloise Mumford, doppiata da Francesca Manicone.
Donna sexy e risolutiva, che finanzia la missione. È la figlia di Russ Landry, cameraman disperso.
- Clark Quietly, interpretato da Paul Blackthorne, doppiato da Stefano Benassi.
Ex produttore dei programmi di Cole, che filma l'intera missione di ricerche.
- Capitano Kurt Brynildson, interpretato da Thomas Kretschmann, doppiato da Alessandro Budroni.
Sicurezza privata, guardia del corpo.
- Emilio Valenzuela, interpretato da Daniel Zacapa, doppiato da Eugenio Marinelli.
Meccanico, amico di Lincoln.
- A.J. Poulain, interpretato da Shaun Parkes, doppiato da Gabriele Sabatini.
È il cameraman principale.
- Jahel Valenzuela, interpretata da Paulina Gaitán, doppiata da Ilaria Latini.
È la figlia di Emilio.

### Personaggi secondari
- Jonas Beckett, interpretato da Scott Michael Foster, doppiato da Paolo Vivio.
È il cameraman del Dr. Emmet.
- Russ Landry, interpretato da Lee Tergesen, doppiato da Luca Dal Fabbro.
È il cameraman disperso. Padre di Lena.
- Rosetta "Rabbit" Fischer, interpretata da Katie Featherston, doppiata da Domitilla D'Amico.
È la camerawoman dispersa.

## Produzione
Lo sceneggiatore e regista Oren Peli, regista del celebre mockumentary Paranormal Activity, assieme con lo scrittore Michael R. Perry, regista di Paranormal Activity 2, sviluppò l'idea per una serie televisiva incentrata su una troupe che si avventura sul Rio delle Amazzoni alla ricerca di un noto esploratore e conduttore televisivo.
Nel settembre 2010 il progetto ha provocato una "guerra" di offerte tra NBC e ABC, con quest'ultima che è riuscita ad aggiudicarsi i diritti.
Nel febbraio 2011, la ABC ha ordinato la sceneggiatura dell'episodio pilota, dopo un'ampia riscrittura dello sceneggiatore e autore di fumetti Michael Green. Il 13 maggio 2011, ABC ha ordinato un'intera stagione composta da otto episodi. L'episodio pilota è stato diretto da Jaume Collet-Serra e girato a Porto Rico, mentre il resto della serie è prodotta alle Hawaii.